# Frederiksbergs rådhus

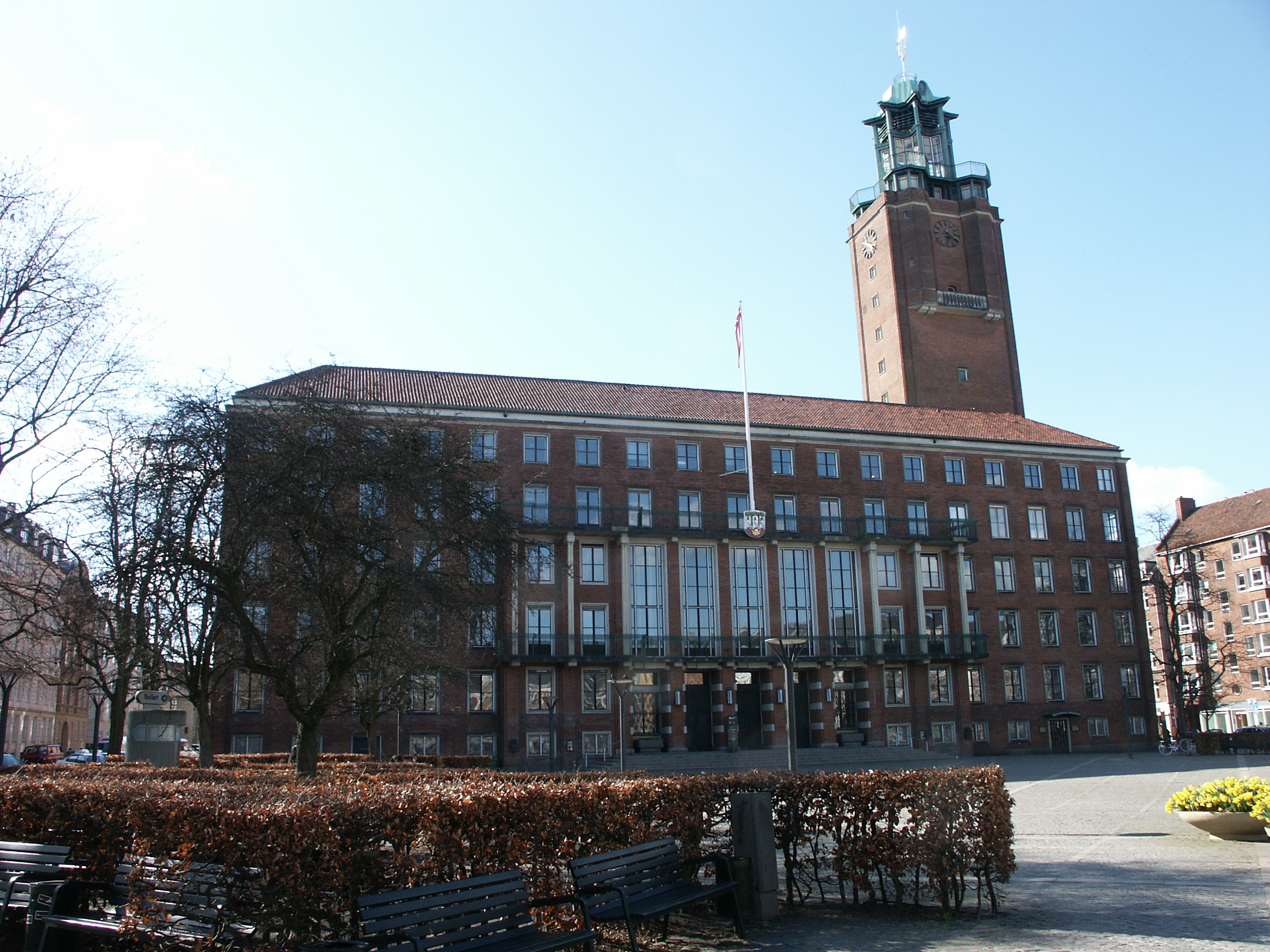
Frederiksbergs rådhus

Frederiksbergs rådhus (da. Frederiksberg Rådhus) på Smallegade i Frederiksberg i Danmark är administrativt centrum för Frederiksbergs kommun. Huset byggdes 1942–1953 och rymmer kontor, rådhussal, festvåning, vigsellokal och arkiv. Byggnaden är 60 meter bred och 120 meter lång. Från det 60 meter höga tornet har man utsikt över Fredriksberg, Köpenhamn och Öresundsbron. Utanför byggnaden finns en fontän av Anker Hoffmann. 
Rådhusbygget påbörjades 1942, men var färdigt först 1953 på grund av bristen på byggmaterial under andra världskriget. Den förste arkitekten var Henning Hansen. Han avled 1945 och arbetet togs över av arkitekterna Carl H. Nimb och Helge Holm.
Rådhuset ersatte ett tidigare rådhus, senare rivet. Det byggdes 1885−1886 och låg vid Howitzvej/Falkoner Allé.